# Chirivel
Chirivel er en by og kommune i det sydøstlige Spanien i provinsen Almería. Den har et indbyggertal på 1.567 (2024) indbyggere.